# Parco nazionale Veluwezoom
Il parco nazionale Veluwezoom (in olandese: Nationaal Park Veluwezoom) è un parco nazionale situato in Gheldria, nei Paesi Bassi.